# 伯奈利達文西半自動霰彈槍
伯奈利達文西霰彈槍（英語：Benelli Vinci）是一款由意大利槍械製造商伯奈利公司在2009年設計和生產的現代化標準型半自動式霰彈槍，適合獵人使用，可以發射23⁄4和3英吋12鉛徑霰彈。

## 設計細節
該霰彈槍的名字來源自列奥纳多·达·芬奇。伯奈利達文西的最大特徵是伯奈利专利的後座作用系統—慣性後坐，並包括了後座力緩衝功能，有著高度可靠性和容易的維護的優點。這是伯奈利公司首枝在網上展示出其專利級的慣性後坐式操作系統的半自動霰彈槍。
它的主要設計目的是狩獵用途，而非战争或防衛用途。而伯奈利M3和伯奈利M4這兩款霰彈槍才是伯奈利在戰術霰彈槍（和戰鬥霰彈槍）市場上的競爭的主要產品。但隨著後來2011年利比亞内戰當中發現國民解放軍和起義群眾帶著它來參戰，伯奈利亦推出了其戰術型號。

### 模組化設計
伯奈利達文西具有高度模組化的設計，它主要是由三個模塊所構成，分別是槍托組件、自由浮動式槍管／上機匣組件以及下機匣組體。其中槍管／上機匣組件除了槍管還包含了槍機、槍機機框、復進簧等操作系統的部件，下機匣組件包含扳機組件和配件、保險、彈藥加掛包、前護木及內置式管式彈倉。該槍真正做到了模塊化，攜行時三大組件可以分裝，需要使用時再安裝即可。其拆卸與安裝十分方便，即便很少用槍的新手，初次接觸伯奈利達文西也能輕鬆組裝或拆卸，而不至於望著一人堆零部件發呆。該槍最初主要有兩種型號，分別為採用枯木迷彩塗裝的型號和採用純黑塗裝的型號；尤其是採用枯木迷彩塗裝的型號，其外形給人耳目一新的感覺。

### 操作機構
雖然伯奈利達文西的操作方式與其他半自動霰彈槍相似，但其採用伯奈利公司獨特的慣性後坐系統，有些類似於自由槍機式自動方式，而又與其不盡相同。伯奈利達文西的自動機是由愴機、槍機機框、復進簧及慣性彈簧組成，慣性彈簧裝於槍機與槍機機框之間，這是與普通自由槍機式系統的不同之處，因為後者沒有慣性簧。該槍擊發的瞬間，槍機在彈底火藥燃氣的作用下後座壓縮慣性彈簧（此時槍機機框還未後坐），儲存一部分能量並且開鎖，隨著槍機繼續後座，推動槍機機框一同後座並完成抽殼、拋殼動作。槍機機框後座到位後，在復進簧的簧力作用下帶動槍機向前復進，推彈入膛，槍機機框復進到位後，慣性彈簧伸張，使槍機繼續向前復進，完成閉鎖。由於慣性彈簧被壓縮時吸收了一部分後座能量，因此伯奈利達文西射擊時的後座力比較柔和，槍口上揚也比較小，對提高射擊精度非常有利。

### 保險
伯奈利達文西的橫閂式保險設在扳機護環前部，向左推保險（此時紅色圈露出）為發射狀態，向右推保險則為保險狀態。對於右手持槍使用者而言，裝彈以後，搭在扳機上的右手食指前伸並輕輕一推保險，便非常便捷的解除了保險狀態。

### 槍托
伯奈利達文西的槍托由聚合物材料製成，槍托兩側制有防滑棱以便握持。槍托後部帶有不規則的厚緩衝墊，其外形非常符合人體工程學，槍托下方安裝有槍背帶環。伯奈利達文西的最短扣機距離（槍托後端至扳機的距離）為365毫米，對大多數人而言都比較合適。另外隨槍還配備了三個可夾在槍托與上機匣之間的調節環，使用者可根據自己的身材通過增減調節環以調節扣機距離。此外，為適合不同使用者對貼腮部位的不同要求，該槍也可對貼腮部位的墊片進行調節。

### 管式彈倉
伯奈利達文西的內置式管式彈倉容彈量為5發。彈倉尾部的托彈板由橙色工程塑料所製成並塗有熒光粉，即使在夜間也能查看彈倉中是否有彈。後拉槍機時，如果彈倉內無彈，則白天能從拋殼口看到橙色的托彈板，夜間能看到托彈板發出的熒光。如果彈倉內有彈，則排在最後的一發彈在推彈簧力的作用下進到托彈板上，即將托彈板遮蓋住；從拋殼口向內看，白天則能看到這發位於托彈板上的霰彈藥筒，夜間則看不到熒光。

### 瞄準具及附件
該槍槍管前端採用的是光纖準星，方便暗夜條件下進行瞄準。其戰術型還在機匣頂部安裝了MIL-STD-1913戰術導軌用以安裝光学瞄準鏡或其配件。另外，伯奈利公司還隨槍附配五種不同類型的喉縮及拆裝工具，可以自由選擇使用。

### 裝配霰彈槍
裝配時，首先將槍管／上機匣組件與槍托組件連接在一起，兩部件連接處由互相扣合的鋼構件製成，將連接位置對準後用力將槍管／上機匣組件逆向扭動約45°，直到聽見“咔嗒”一聲即表明連接緊固到位。然後，再裝配下機匣組件。下機匣組件與上機匣／槍管組件也採用扣合式設計，無需工具即可完成，將這兩部分對正後用力壓在一起，然後用力旋轉管式彈倉頂端的金屬帽即可緊固。

## 衍生型
伯奈利達文西亦有一種主要衍生型：

### 伯奈利超級達文西
伯奈利超級達文西（英語：Benelli Super Vinci）是伯奈利達文西的可發射31⁄2英吋12鉛徑超級馬格南霰彈藥筒版本。

## 使用國
- 利比亞：於2011年利比亞內戰中發現有國民解放軍和起義群眾使用該槍。

## 資料來源
1. ↑  .   [2010-09-22]. （原始内容存档于2010-09-30）.
2. ↑  .   [2010-09-22]. （原始内容存档于2010-10-06）.
3. 1 2 3 4 5  .   [2012-03-04]. （原始内容存档于2012-03-14）.
4. ↑  .   [2010-09-22]. （原始内容存档于2010-07-23）.
5. ↑  .   [2010-09-22]. （原始内容存档于2011-07-22）.

## 外部連結
- （英文）—美國伯奈利官方網站
- （英文）—Benelli Vinci operator's manual[永久]
- （意大利文）—意大利伯奈利官方網站
- （英文）—YouTube上的Benelli Vinci Promo
- （英文）—Benelli Vinci inline shotgun action（页面存档备份，存于）
- （英文）—American Rifleman—Benelli Vinci Review（页面存档备份，存于）
- （英文）—The Firearm Blog.com—Benelli’s new Vinci Speed-Bolt shotgun（页面存档备份，存于）
- （英文）—Tactical-Life.com—
  - Benelli Vinci Speed-Bolt®（页面存档备份，存于）
  - Benelli Vinci Tactical（页面存档备份，存于）
  - 12 New Tactical Shotguns For 2014 | Galleries（页面存档备份，存于）
- （简体中文）—轻兵器—芬奇——模块组装霰弹枪（一）